# Piz Languard
Piz Languard – szczyt w Alpach Livigno, w Alpach Retyckich. Leży w Szwajcarii, w kantonie Gryzonia.